# Gentō Sokuchū
Gentō Sokuchū (玄透即中) (1729 - 1807) est un moine bouddhiste zen de l'école Sōtō. Il fut le 50e abbé du Eihei-ji, un des deux temples principaux de l'école. Il fait partie d'un mouvement de l'école Sōtō qui cherche, aux XVIIe et XVIIIe siècles, à rapprocher les enseignements de l'école de ceux de son fondateur, Dōgen (XIIIe siècle).

## Rôle dans l'école Sôtô
Gentō Sokuchū a joué un rôle important dans la pratique de l'école Sôtô, en publiant les principales œuvres de Dōgen et en parvenant à les diffuser largement.
Il est surtout connu pour sa compilation des Règles de pureté de Eihei (Eihei Shingi), un recueil d'écrits de Dôgen établissant un strict code de conduite pour les moines. Ces règles avaient été largement ignorées au sein de l'école au cours des siècles précédents. Gentō publie l'ouvrage en 1794, alors qu'il est occupe la fonction de onzième abbé du Entsū-ji à Kyoto.
L'année suivante, en 1795, il devient le cinquantième abbé de Eihei-ji,. Cette position lui permet de réintroduire les règles de Dôgen et de les faire appliquer. Il supervise aussi une nouvelle édition du Shōbōgenzō, le chef-d’œuvre de Dōgen.

## Réformer le zen sôtô
En plus de son travail sur les règles monastiques, Gentō Sokuchū veut éliminer du zen sôtô ce qu'il voit comme corps étrangers à l'école. Il cherche ainsi à limiter l'utilisation des kōan, en raison de leur apparente association historique avec l'école rivale rinzai. En 1796, il fait reconstruire la salle des moines (sōdō, 僧堂) au Eihei-ji à l'imitation des bâtiments de la dynastie Song que Dōgen avait décrits. L'ancien bâtiment, qui avait à peine cinquante ans d'âge, était construit dans un style de la dynastie Ming basé sur le modèle des temples de l'école Ōbaku récemment introduite au Japon. La construction du nouveau bâtiment marque la volonté de détacher l'école Sôtô de l'influence du zen Ôbaku et de « restaurer les anciennes règles des patriarches »  (soki fukko) — et ce, même si ces « anciennes » manières étaient en fait nouvelles pour les pratiquants de l'époque. Toutefois, ces règles de la salle des moines sont appliquées à Eihei-ji et à Sōji-ji (le deuxième temple principal de l'école) en tout cas depuis l'ère Meiji, et elles continuent à l'être aujourd'hui.
Gentō donne la liste suivante des activités qui ont lieu dans la salle des  moines (sōdō) : 

« Les pratiques monastiques associées à [la salle des moines] sont nombreuses. C'est là que sont étalés les bols pour les deux repas quotidiens, la bouillie du matin et le repas de midi ; c'est là que sont pratiquées énergiquement les quatre périodes de méditation assise ; c'est là que [les moines] dorment durant la nuit ; c'est là que la lecture des sutras a lieu lorsque cela est nécessaire ; c'est là que les récitations de prières sont accomplies les jours "trois" et "huit" du mois [3, 8, 13, 18, 23, 28] ; et c'est là que le thé est servi au début et à la fin des retraites. C'est le lieu où la majorité des moines de l'assemblée doivent résider. »

## Gentō et Ryōkan
Un ancien élève de Gentō au Entsū-ji est le célèbre moine errant et poète Ryōkan. Michel Mohr (Université d'Hawaï) suggère que la volonté affirmée de Gentō Sokuchū de « purifier » l'école Sōtō d'influences extérieures est probablement à l'origine de la décision de Ryōkan de devenir un moine itinérant, sans plus être rattaché à un temple .